# フォーミュラ・ワン・チームズ・アソシエーション
フォーミュラ・ワン・チームズ・アソシエーション (Formula One Teams Association、FOTA) はF1世界選手権に参戦するチームが結成していた組織。2008年に発足し、2014年に解散。

## 概要
FOTAはおもに以下のような活動を行っている。
レギュレーション改革
F1の統括団体である国際自動車連盟 (FIA) と協力し、技術規定（テクニカル・レギュレーション）および競技規定（スポーティング・レギュレーション）の改革案を作成する。これらのプランは、FOTA内部のテクニカル・ワーキング・グループとスポーティング・ワーキング・グループという2つの作業部会で検討する。
商業契約
F1の商業権管理者であるフォーミュラ・ワン・マネージメント (FOM) とコンコルド協定の更改条件について交渉する。
コスト削減策
- リソース制限協定 (Resource Restriction Agreement) による開発費の制限
- 運動エネルギー回生システム (KERS) の使用自粛（2010年のみ）
- 8月の2週間はチームの開発施設（ファクトリー）を完全閉鎖する

プロモーション
ファンズ・フォーラム (Fan's Forum) と題したトークショーイベントを不定期に開催するなど、F1ファン拡大を目指した活動を行う。

## 構成

### 加盟チーム
| チーム名             | チーム国籍 | チーム本拠地                                     | 備考                                    |
| -------------------- | ---------- | ------------------------------------------------ | --------------------------------------- |
| マクラーレン         | イギリス   | イギリス・サリー州ウォキング                     |                                         |
| ロータスF1チーム     | イギリス   | イギリス・オックスフォードシャー州エンストン     | ルノー→ロータス・ルノーGP→              |
| メルセデスAMG F1     | イギリス   | イギリス・ノーサンプトンシャー州ブラックリー     | ホンダ→ブラウンGP→                      |
| フォース・インディア | インド     | イギリス・ノーサンプトンシャー州シルバーストン   |                                         |
| ウィリアムズF1       | イギリス   | イギリス・オックスフォードシャー州グローヴ       |                                         |
| ケータハムF1チーム   | マレーシア | イギリス・オックスフォードシャー州リーフィールド | ロータス・レーシング→ チーム・ロータス→ |
| マルシャF1チーム     | ロシア     | イギリス・オックスフォードシャー州バンベリー     | ヴァージン・レーシング→                 |

- 備考にはFOTA在籍期間中のチーム名変更を記す。

### 過去の加盟チーム
- トヨタ - 創設時から参加。2009年末にF1から撤退。
- US F1 - 2009年9月加入[1]、2010年にF1参戦断念のため退会。
- HRT - 2009年9月加入[1][2]、2010年12月脱退[3]。
- スクーデリア・フェラーリ - 創設時から参加、2011年12月脱退[4]。
- レッドブル・レーシング - 創設時から参加、2011年12月脱退[4]。
- ザウバー - 創設時からBMWザウバーとして参加、2011年12月脱退[5]。
- スクーデリア・トロ・ロッソ - 創設時から参加、2011年12月脱退。

## 沿革

### 発足
2008年7月29日、フェラーリの本拠地マラネッロに全10チーム(フェラーリ、マクラーレン、ウィリアムズ、ルノー、BMWザウバー、ホンダ、トヨタ、レッドブル、フォース・インディア、トロ・ロッソ)の代表が終結し、F1チームの連合体として設立に合意した。同年9月11日のモンツァ会議にて調印を行い、初代代表にはフェラーリ会長であるルカ・ディ・モンテゼモーロが就任した。
以前のグランプリ・ワールド・チャンピオンシップ (GPWC) やグランプリ・マニュファクチャラーズ・アソシエーション (GPMA) も同様の目的をもっていたが、それらはF1に参戦する自動車メーカー（マニュファクチャラー）の同盟であった。GPWCから脱退し、GPMAには不参加だったフェラーリが、今回はリーダーシップを採った。

### FIA対FOTAの対立
FIAのマックス・モズレー前会長はかねてより自動車メーカー系チームの高コスト体質を批判していたが、世界金融危機発生後は急進的なコスト削減案を迫り、FOTAの反発を招くことになる。
2008年10月、モズレーは2010年よりスタンダードエンジンを導入することを発表し、チーム側は撤退も辞さないという構えで反対した。同年12月には入札の結果、コスワースがスタンダードエンジンの供給権を落札したが、ホンダのF1撤退発表後に再協議が行われ、別案を推進することに合意した。
2009年3月、FIAは2010年より年間予算制限案（バジェットキャップ）を採用すると発表した。しかし、4000万ポンド（約60億円）という上限額の厳しさに加え、ハンディキャップ付きの選択制という方法にFOTAは反発した。2010年の選手権へは条件付きでエントリー申請を行い、無条件で申請を行ったウィリアムズとフォース・インディアは除名処分とされた。残る加盟チームは欧州自動車工業会 (ACEA) やモナコGPの主催団体から支持を取り付け、6月18日に新シリーズ設立を表明した
| Rd.                                                                      | 開催日   | 開催国           | サーキット                             | 補足 |
| ------------------------------------------------------------------------ | -------- | ---------------- | -------------------------------------- | ---- |
| 1                                                                        | 3月3日   | アルゼンチン     | ブエノスアイレス                       | ★    |
| 2                                                                        | 3月21日  | メキシコ         | メキシコシティー                       | ★    |
| 3                                                                        | 4月11日  | スペイン         | ヘレス                                 | ★    |
| 4                                                                        | 4月25日  | ポルトガル       | ポルティマオ                           |      |
| 5                                                                        | 5月2日   | サンマリノ       | イモラ                                 | ★    |
| 6                                                                        | 5月23日  | モナコ           | モンテカルロ                           | ☆    |
| 7                                                                        | 6月6日   | カナダ           | モントリオール                         | ★    |
| 8                                                                        | 6月13日  | アメリカ         | インディアナポリス                     | ★    |
| 9                                                                        | 7月1日   | イギリス         | シルバーストン                         | ☆    |
| 10                                                                       | 7月25日  | フランス         | マニクール                             | ★    |
| 11                                                                       | 8月15日  | ドイツ           | ラウジッツリンク                       |      |
| 12                                                                       | 8月29日  | フィンランド     | ヘルシンキ（公道コース）               |      |
| 13                                                                       | 9月12日  | イタリア         | モンツァ                               | ☆    |
| 14                                                                       | 9月26日  | アラブ首長国連邦 | アブダビ                               | ☆    |
| 15                                                                       | 10月10日 | シンガポール     | マリーナベイ                           | ☆    |
| 16                                                                       | 10月24日 | 日本             | 鈴鹿                                   | ☆    |
| 17                                                                       | 11月8日  | オーストラリア   | アデレードまたはサーファーズパラダイス | ★    |
| ☆は2009年のF1開催地、★は2009年以前にF1開催経験あり、無印はF1開催経験なし |          |                  |                                        |      |

最終的に、FOTAはバジェットキャップの撤回とモズレーのFIA会長選不出馬という条件を引き出し、6月24日にFIAとの間で分裂回避に合意した。9月9日には除名処分を受けていたウィリアムズとフォース・インディアの再加盟が認められた。
2010年より新規エントリーが認められたUS F1、カンポス（HRT）、マノー（ヴァージン）もFOTAへ加盟したが、US F1は参戦を断念。トヨタとBMWのF1撤退、メルセデスのワークス参戦（ブラウンGP買収）、ザウバーとロータスの追加エントリーといった動きを経て、2010年の加盟数は12チームとなった。

### リソース制限協定 (RRA)
FOTAはFIAのバジェットキャップを拒否した一方、自主的にリソース制限協定 (Resource Restriction Agreement, RRA) を締結し、バジェットキャップ撤回後はこの紳士協定がコスト削減ルールとなった。2009年7月にサインが交わされ、翌2010年1月1日より施行された。期間は2012年までとされたが、その後2017年まで延長されている。
RRAはチームの年間予算を1990年代のレベルまで引き下げることを目標としている。発表では2010年に前年比10〜30%、2011年に前年比20%のコストダウンを達成したとされている。
- 制限対象となるのはマシン（シャシー）の設計・製造・走行にかかわる費用であり、エンジンは含まれない[17]。ドライバーやエンジニアとの契約金、マシン以外にかかる諸経費（マーケティング・メディア・総務・経理など）も対象外となる[17]。
- 各チームは費用の枠内でバランスシートを柔軟に設定することができる[17]。例えば、チームの人員数を増やせば外部委託料を減らし、風洞実験の時間を増やせば空力テストの走行距離を減らす。これらの形式をFOTAへ提出したら、シーズンを通して守らなければならない。
- 調査は外部の専門事務所が行い、チームだけでなく関係取引先も対象になる。虚偽申請の可能性に対しては、チーム間での相互監視（密告や通報）も利用される[17]。協定に違反した場合、翌年の予算から超過分が減額されるという取り決めがあるとみられる[18]。

しかし、実際には監視が難しい上に、公式規則ではないので、違反しても競技上のペナルティーを科される訳ではない。2011年にはチャンピオンチームであるレッドブルがRRAに違反しているのではないか、とFOTA内部で批判されたが、レッドブル側は「RRAの範囲内、現在の規則の範囲内で活動している。それによってコストを削ることができた。残念ながら、成功するとたたかれるようだ」反論している。
2012年6月にはチーム側からFIAへの要請という形で、RRAをスポーティング・レギュレーションに導入し、FIAがチームの支出を監査するというプランが検討された。しかし、レッドブルとトロ・ロッソが規則化に反対し、チーム間で合意が成立せず、2013年からの導入は見送られた。

### 内紛
2012年末に期限切れとなるコンコルド協定の更改を巡り、FOTAの交渉相手であるバーニー・エクレストンは「サーキット上でライバルである以上、FOTAは組織として機能しないだろう」と批判した。実際に2010年以降は結束が緩み、FOTAから離脱するチームが相次いだ。
先ず、2010年12月にHRTが脱退。HRTは「FOTAは規模の大きいチームを優先している」として自らの主張が運営に反映されないことを理由としたが、一方でFOTAの事務局側は理由を「HRTは2010年の会費を支払っていないため除名された」としており、意見が対立している。
2011年には、FOTAが投資会社CVCキャピタルパートナーズからF1の株式の一部を取得する構えをみせたものの、RRAの有用性を巡って見解の不一致が表面化する。12月にはフェラーリ、レッドブルの2チームがFOTA脱退を表明したのに続き、ザウバーも脱退を表明した。またレッドブルの兄弟チームであるトロ・ロッソもFOTAを脱退する可能性が高いと報じられ、後にFOTAの公式サイトからロゴが消滅したため、脱退したものと見られている。2013年時点で加盟数は7チームとなっている。
ただし、これら脱退したチームも前述の「Fan's Forum」などのイベントへの協力は続けており、2012年の日本GP直前に開かれたFOTA主催のファンミーティングには、小林可夢偉（ザウバー）、浜島裕英（フェラーリ）といったFOTAを脱退したチームの関係者が出席している。日本GPで行われたFOTAの会議には、レッドブルとトロ・ロッソを除く全チームが出席した。

### 解散
コンコルド協定は2013年9月に更改条件の合意が成立（有効期限は2020年まで）。新協定の枠組みではFIA、FOMと6チーム（フェラーリ、レッドブル、マクラーレン、メルセデス、ウィリアムズ、それら以外の選手権最上位チーム）から成る「ストラテジーグループ」がレギュレーション作成を検討することになり、FIAは2015年のバジェトキャップ導入を正式に告知した。
2014年2月には会費未払いによる財政難、存続目的についての見解の行き詰まり、マーティン・ウィットマーシュ会長の所属チーム内での更迭などを理由に、FOTAの解散危機が報じられた。そして、2月28日にはFOTA総務オリバー・ワインガーデンが「政治的、商業的展望の変化に直面し、メンバーが必要性を再考した結果」、解散という結論に至ったことを報告した。

## 役員
人物のプロフィールに関しては就任時の役職を記す。

### 代表
- ルカ・ディ・モンテゼーモロ（2008年 - 2009年） - フィアット会長
- マーティン・ウィットマーシュ（2010年 - 2014年） - マクラーレン・チーム代表

### 副代表
- ジョン・ハウエット（2008年 - 2009年） - トヨタ・モータースポーツ社長
- ステファノ・ドメニカリ（2010年 - 2011年） - フェラーリ・チーム代表
- エリック・ブーリエ（2011年 - 2014年） - ロータス・チーム代表

### ワーキンググループ責任者
- テクニカル・ワーキンググループ
  - ロス・ブラウン（2008年 - 2011年） - ホンダ→ブラウンGP→メルセデス・チーム代表
  - アルド・コスタ（2011年） - フェラーリ・テクニカルディレクター
  - ジェームス・アリソン（2011年 - 2014年） - ロータス・テクニカルディレクター
- スポーティング・ワーキンググループ
  - マーティン・ウィットマーシュ（2008年 - 2009年） - マクラーレン・チーム代表
  - クリスチャン・ホーナー（2010年 - 2011年） - レッドブル・チーム代表
  - グレイム・ロードン（2012年 - 2014年） - マルシャ・チームプレジデント
- コマーシャル・ワーキング・グループ
  - フラビオ・ブリアトーレ（2008年 - 2009年） - ルノーチーム代表